# Unternehmen Edelweiß (Kaukasus)
1941: Białystok-Minsk – Dubno-Luzk-Riwne – Smolensk – Uman – Kiew – Odessa – Leningrader Blockade – Wjasma-Brjansk – Charkow – Rostow – Moskau – Tula

1942: Rschew – Charkow – Ljuban/Wolchow – Kertsch/Sewastopol – Fall Blau – Kaukasus – Stalingrad – Operation Mars

1943: Woronesch-Charkow – Operation Iskra – Nordkaukasus – Charkow – Kursk – Orjol – Donez-Mius – Donbass – Belgorod-Charkow – Smolensk – Dnepr – Kiew

1944: Dnepr-Karpaten – Leningrad-Nowgorod – Krim – Wyborg–Petrosawodsk – Operation Bagration – Lwiw-Sandomierz – Jassy–Kischinew – Belgrad – Petsamo-Kirkenes – Baltikum – Karpaten – Ungarn

1945: Kurland  – Weichsel-Oder – Ostpreußen – Westkarpaten – Niederschlesien – Ostpommern – Plattensee – Oberschlesien – Wien – Oder – Berlin – Prag
Edelweiß war der Deckname einer deutschen Militäroperation für den ab 23. Juli 1942 durchgeführten zweiten Teil der deutschen Sommeroffensive in der Sowjetunion im Anschluss an das Unternehmen Fall Blau. Ziel der Operation war es, die Ölvorkommen in und um Baku zu sichern.

## Planung und Vorbereitung
In der Weisung Nr. 45 vom 23. Juli 1942 legte Adolf Hitler die Ziele des Unternehmen Braunschweig neu fest. Ziel war der gleichzeitige Vormarsch der deutschen Truppen sowohl in Richtung Kaukasus (Unternehmen Edelweiß) als auch in Richtung Stalingrad (Unternehmen Fischreiher). Hitler griff mehrfach in die Planung der Operation ein und traf bestimmte Entscheidungen, insbesondere die Aufteilung der Heeresgruppe Süd gegen den Rat des OKH. Die für Edelweiß vorgesehene Heeresgruppe A unter dem Befehl von Generalfeldmarschall Wilhelm List umfasste die deutsche 1. Panzerarmee (von Kleist) und 17. Armee (Ruoff) inklusive eines rumänischen Kavalleriekorps und stand zu Beginn der Operation am Unterlauf des Don bei Rostow. Sie erhielt Luftunterstützung von der Luftflotte 4 (Richthofen).
In Deutschland wurden zur Vorbereitung der Erschließung der Ölquellen verschiedene Firmen gegründet. Es wurde Personal geschult und Material bereitgestellt, um eventuelle Beschädigungen an den Ölförderanlagen zu reparieren (Technische Brigade Mineralöl).
Die Abwehr begann das Unternehmen Schamil zur Sicherung der Regionen Grosny, Malgobek und Maikop.

## Operationsverlauf

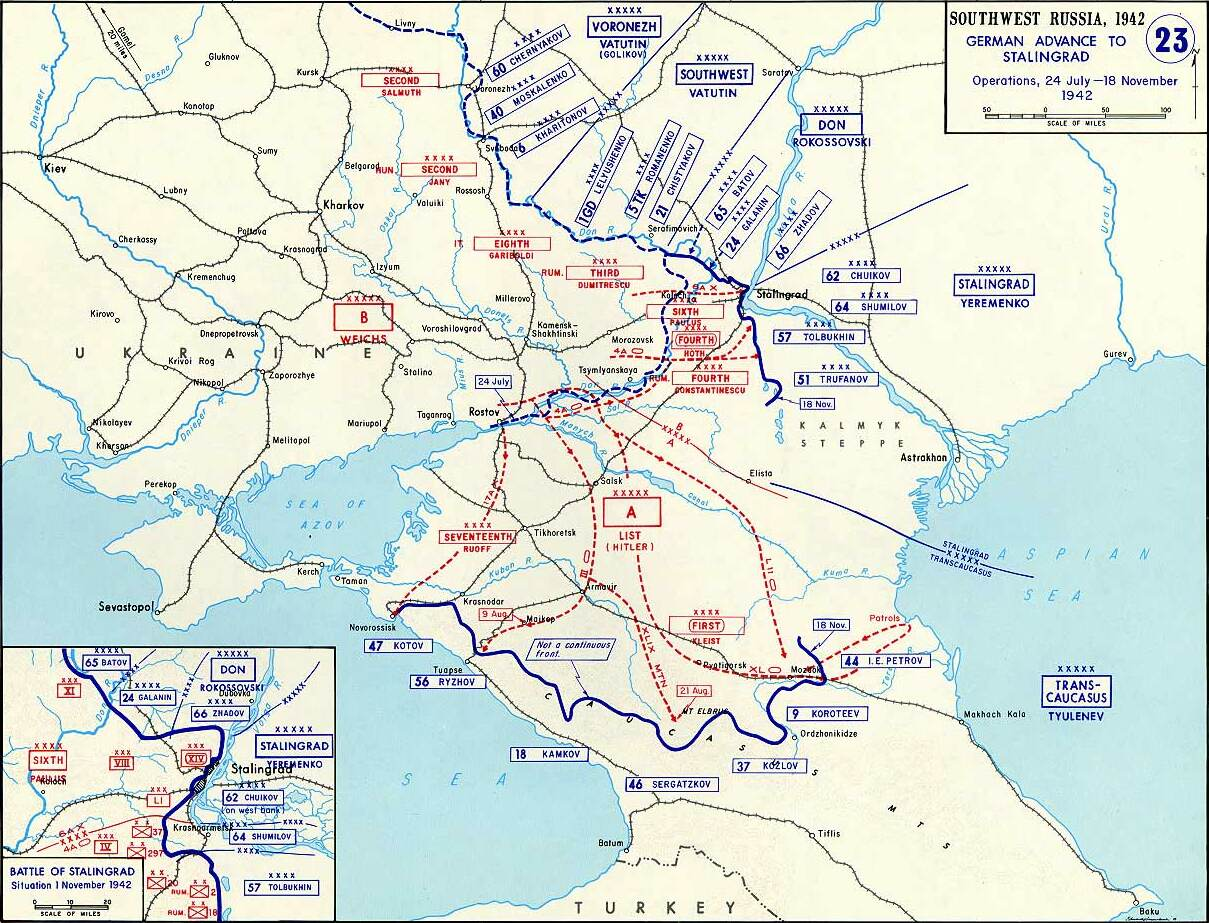
Operationen in Südwestrussland bis November 1942

Am 20. Juli 1942 begann aus dem Raum Taganrog der Angriff der 17. Armee auf Rostow. Das „Tor zum Kaukasus“ wurde im Zusammenwirken von XXXXIX. Gebirgskorps mit dem III. und LVII. Panzerkorps eingenommen und ein südlicher Don-Brückenkopf bei Bataisk errichtet. Insgesamt liefen die folgenden Operationen, was den Raumgewinn im Kaukasus betrifft, innerhalb weniger Wochen ab, dann setzte ein zäher Stellungskrieg ein.

### Der Vormarsch ab 25. Juli
Am 25. Juli wurde der allgemeine Vorstoß der Heeresgruppe A in den Kaukasus eingeleitet:
Am rechten Flügel: 17. Armee (Ruoff)
- V. Armeekorps (Wetzel) mit 9., 73., 125. und 198. Infanterie-Division
- XXXXIV. Armeekorps (Angelis) mit 97. und 101. Jäger-Division
- LVII. Panzerkorps (Kirchner) mit SS-Division Wiking, Division Großdeutschland und Slowakische schnelle Division
- XXXXIX. Gebirgs-Korps (Konrad) mit 1. und 4. Gebirgs-Division, sowie rumänische 2. Gebirgs-Division

In der Mitte: 1. Panzerarmee (von Kleist)
- III. Panzerkorps (Mackensen) mit 13. Panzerdivision und 370. Infanterie-Division
- XXXX. Panzerkorps (Geyr von Schweppenburg) mit 3. und 23. Panzerdivision

Am linken Flügel 4. Panzerarmee (Hoth)
- XXXXVIII. Panzerkorps (Kempf) mit 14. und 16. Panzer-Division sowie 29. mot. Division
- IV. Armeekorps (Schwedler) mit 94. und 371. Infanterie-Division
- Rumänisches VI. Armeekorps (Dragalina) mit rumänischer 10., 19. und 20. Division
- LII. Armeekorps (Ott) mit der 98. und 111. Infanterie-Division

Der Angriff aus den Don-Brückenköpfen erfolgte am 25. Juli zwischen Bataisk und Zymljanskaja, die 3. Panzerdivision erreichte den Durchbruch, sie überschritt den Sal bei Orlowsk und erreichte am 29. Juli den Manytsch. Am 4. August wurde Stawropol (damals Woroschilowsk) durch die 3. Panzerdivision eingenommen und der Kuban-Abschnitt nach Süden überschritten. Maikop fiel am 9. August in die Hand der 13. Panzerdivision, links wurden die Zugänge zur Ossetischen und Georgischen Heerstraße in Besitz gebracht. Am 9. August begann der Angriff auf Krasnodar, das bis 11. August durch die 9., 73. und 198. Infanterie-Division eingenommen wurde, am 14. August überschritt das deutsche V. Armeekorps den Kuban auf breiter Front.

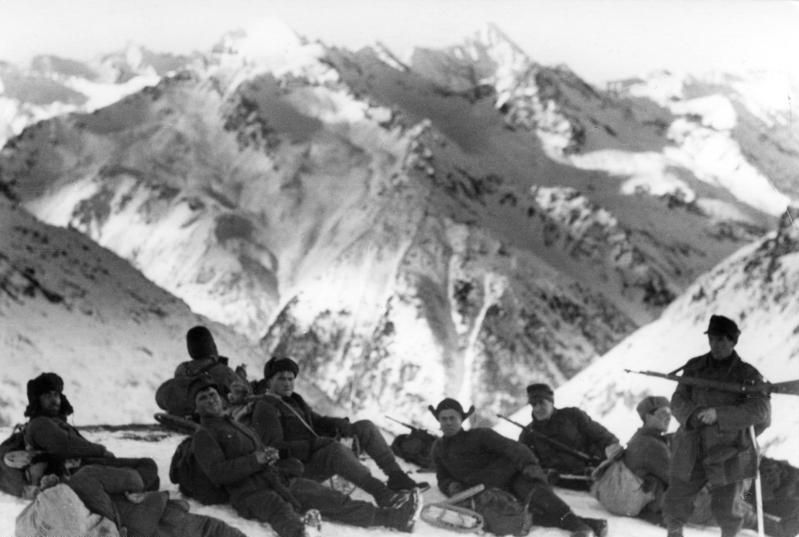
Gebirgsjäger vor schneebedeckten Bergen im Kaukasus

Noworossijsk, der damals größte noch verbliebene Stützpunkt der sowjetischen Schwarzmeerflotte, wurde ab 28. August durch die 73. und 125. Infanterie-Division erreicht. Das V. Armeekorps eröffnete den Angriff auf den Hafen, der nach Kämpfen mit der sowjetischen 47. Armee am 6. September in deutsche Hand fiel.
Im Hochgebirge hatte das XXXXIX. Gebirgs-Korps die wichtigsten Passübergänge eingenommen. Die 1. Gebirgsdivision eroberte am 17. August den Kluchorpass und überschritt auf breiter Front die Pässe nach Süden. Das Elbrus-Massiv wurde genommen, am 23. August wehte auf dem Gipfel die Reichskriegsflagge. Rumänischen Verbänden gelang es derweil, die sowjetische Verteidigung an der Ostküste des Asowschen Meeres von Norden her aufzurollen, am 24. August fiel Temrjuk, die Taman-Halbinsel wurde von „rückwärts“ geöffnet. Gebirgsjäger unter Oberst Stettner vom Gebirgsjägerregiment 91 erreichten am 26. August 1942 über den Adsapsch-Pass das abchasische Gebirgsdorf Pßchu vor dem unwegsamen Bsipital. Am Morgen des 27. August 1942 setzte das Regiment unverzüglich den Vormarsch in Richtung Suchumi fort. Ein Bataillon setzte sich gegen 11 Uhr auf „Pass 1600“, dem letzten Pass vor der Küstenebene, fest und traf dort auf wachsenden Widerstand. Der deutsche Vormarsch war zu Ende. Er hatte in Georgien seinen südlichsten Punkt erreicht, 23 Kilometer vor der Küste des Schwarzen Meeres bei Gudauta. Ein am 26. August begonnener erster Angriff des XXXXIV. Armeekorps auf den Hafen Tuapse wurde nach zwei Tagen angehalten, dafür wurden am 31. August die Hafenstadt Anapa nach schweren Kämpfen durch rumänische Truppen genommen.
Anfang September startete das Unternehmen Blücher, Teile des XXXXII. Armeekorps der 11. Armee landeten über die Meerenge von Kertsch auf der Halbinsel Taman. Die neben der rumänischen 3. Gebirgsdivision gelandete 46. Infanterie-Division besetzte am 4. September Taman.
Östlich des Elbrus standen das deutsche XXXX. Panzerkorps und rumänische Truppen in den Flussabschnitten des Baksan und des Terek bis Naurskaja. Am 25. August gelang der 3. Panzerdivision die Einnahme von Mosdok und bis 30. August konnte bei Tscherskaja ein südlicher Brückenkopf über den Terek errichtet werden. Nördlich davon schob sich die Front zur Kuma vor, wo das LII. Armeekorps zur Deckung nach Osten herangezogen wurde. Zwischen Nogajer Steppe und der Kalmückensteppe bis nach Elista sicherte einzig die 16. mot. Division.

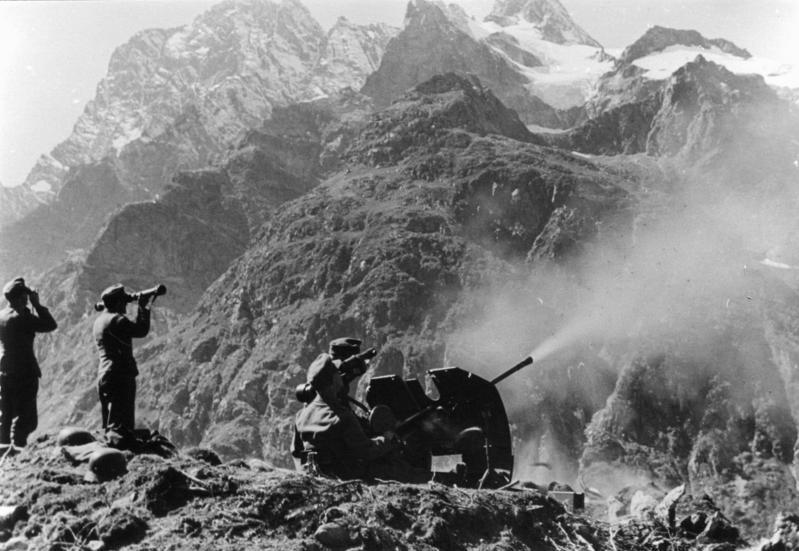
Gebirgsjäger mit Flak im Kaukasus

### Führungswechsel
Am 9. September enthob Hitler Feldmarschall List, dem er vorwarf, sich nicht an seine operativen Vorgaben gehalten zu haben, seines Kommandos als Oberbefehlshaber der Heeresgruppe A. Die schwere Führungskrise bei der Heeresgruppe A führte Ende September auch zur Ablösung des Generalstabschefs Franz Halder. Bis zum 22. November 1942 übernahm Hitler die Führung der Heeresgruppe A persönlich und beauftragte dann von Kleist mit dem Oberbefehl.

### Letzte Offensivbewegungen und Einleitung des Rückzugs
Weitere Angriffe der 17. Armee in Richtung Tuapse scheiterten am zähen Widerstand der sowjetischen 18. und 56. Armee. Über die Kampfhandlungen dort verschaffte sich Ernst Jünger ein Bild und berichtet darüber in seinen Kaukasischen Aufzeichnungen. Die 1. Panzerarmee versuchte ihrerseits vergeblich durch eine Umfassung von Osten zu den Erdölgebieten bei Grosny durchzubrechen, der Widerstand der sowjetischen 58. und 44. Armee verhärtete sich zusehends. In der Schlacht von Naltschik (25. Oktober – 12. November), sowjetischerseits Naltschik-Ordschonikidze-Operation genannt, wurde auch ein von Westen über Alagir angesetzter Angriff auf Grosny durch die sowjetische 9. Armee abgefangen. Bei einer am 6. November gestarteten sowjetischen Gegenoffensive wurde die 13. Panzer-Division zeitweilig eingeschlossen und konnte nur nach Zerstörung ihrer Panzer, Fahrzeuge und schweren Waffen ausbrechen. Mit dem Anfang November aufgegebenen Durchbruchsversuch des III. Panzerkorps auf Ordschonikidze kamen die Offensivbewegungen der Heeresgruppe völlig zum Erliegen.
Mit der Einkreisung der 6. Armee (Operation Uranus) bei Stalingrad Ende November zog eine ernste Gefahr für die südlich des Don stehenden Truppen herauf. Zuerst wurde die 23. Panzerdivision herausgelöst und nach Kotelnikowo abtransportiert, schon am 25. November begannen im Raum südlich von Mosdok starke sowjetische Gegenangriffe. Als die sowjetischen Truppen Ende Dezember den deutschen Entsatzangriff Unternehmen Wintergewitter für die eingeschlossene 6. Armee abgewehrt hatten und mit der Nordkaukasischen Operation auch im Süden zur Gegenoffensive übergingen, mussten die besetzten Gebiete im Kaukasus von der Heeresgruppe A aufgegeben werden. Aus dem Raum Astrachan wurde eine neue sowjetische 28. Armee aktiviert, welche durch die Kalmückensteppe gegen die offene Flanke der Heeresgruppe A nach Westen angriff. Das Ziel der deutschen Südoffensive, die Eroberung und Ausbeutung der Ölquellen im Raum Grosny, wurde nicht erreicht.
Die am 31. Dezember eingeleitete Rückzugsbewegung vollzog sich in drei Etappen, wobei der Kuban-Brückenkopf trotz ständiger Einengung bis zum 9. Oktober 1943 behauptet werden konnte.

## Folgen
Diese Zersplitterung der Kräfte, vor der Hitler von seiner Generalität mehrfach gewarnt worden war, wird heute allgemein als wesentliche Ursache für den Untergang der 6. Armee in der Schlacht von Stalingrad angesehen. Hitler hatte für sein Beharren auf dem Unternehmen kriegswirtschaftliche Gründe (Eroberung und Nutzbarmachung der kaukasischen Ölquellen, Abschneiden von sowjetischen Gütertransporten des persischen Korridors über den Verkehrsknotenpunkt Stalingrad) geltend gemacht.